# Ennio Iacobucci
Ennio Iacobucci (Morrea, 1940 – Roma, 7 gennaio 1977) è stato un fotoreporter italiano.

## L'infanzia e l'adolescenza

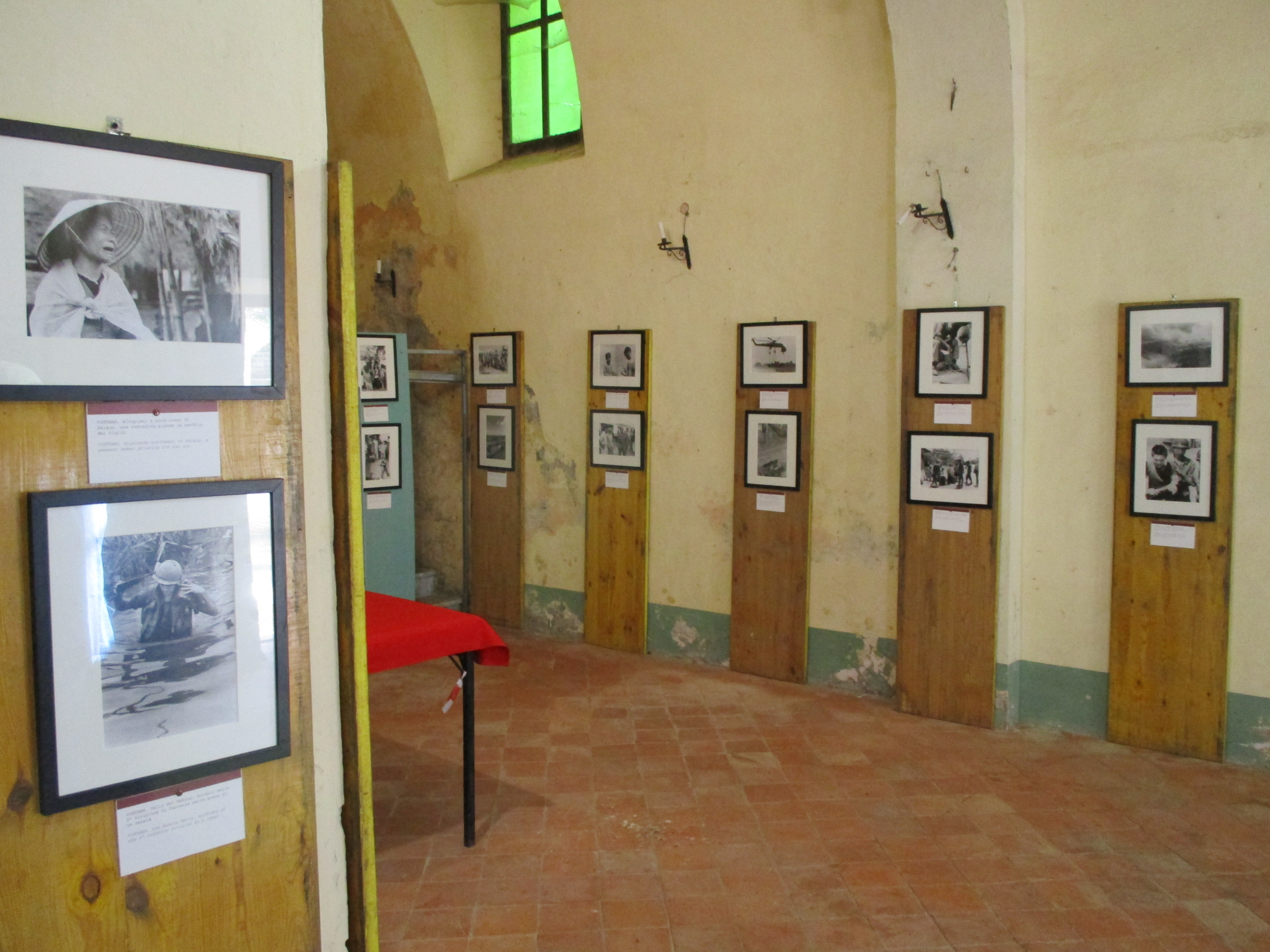
Mostra fotografica dedicata a Ennio Iacobucci a Morrea

Nato in Abruzzo da una coppia di allevatori del piccolo paese di Morrea, frazione di San Vincenzo Valle Roveto, Ennio Iacobucci dovette allontanarsi ben presto dalla famiglia che versava in condizioni di povertà, frequentando prima un brefotrofio e successivamente un collegio. Venne impiegato come addetto in un monastero abruzzese da cui fuggì a 16 anni per Roma, dove iniziò a lavorare come garzone in un negozio di lustrascarpe vicino a piazza di Spagna.

## I viaggi a Bruxelles, Londra e Palestina
Nel 1960 conobbe il noto giornalista Derek Wilson, inviato dell'agenzia di notizie Reuters alle Olimpiadi di Roma, che intuì le potenzialità da fotoreporter del giovane abruzzese. 
Al seguito di Wilson, con cui instaurò un rapporto di amicizia, Iacobucci si recò a Bruxelles, dove trovò lavoro nell'ufficio di corrispondenza del Daily Telegraph, imparando anche la lingua francese. Successivamente si spostò a Londra, dove iniziò a studiare l'inglese e ad usare la macchina fotografica. Allontanatosi dall'Inghilterra nel 1967, si trasferì in Palestina per raccontare con i primi scatti la Guerra dei sei giorni; in piena zona di guerra, immortalò con coraggio e temerarietà profughi e prigionieri.

## Il trasferimento in Vietnam
Cessata la guerra in Palestina, Iacobucci partì con Wilson per il Vietnam del Sud, dove conobbe anche Oriana Fallaci. Nel 1968, nel pieno della Guerra del Vietnam, scattò molte foto che vennero pubblicate dai più prestigiosi giornali dell'epoca, come Newsweek, Time, Paris Match. In quegli anni il New York Times lo candidò per il Premio Pulitzer.
In Vietnam sposò Giselle, una ragazza di origini francesi appartenente alla borghesia di Saigon.
A determinare uno stop nella sua carriera di fotoreporter fu forse lo scoop del 1972:  Iacobucci consegnò per primo alla France Press di Saigon la notizia della sconfitta sudvietnamita nella provincia di Quang Tri ("Prima battaglia di Quang Tri"). La diffusione della notizia non piacque ad americani e sudvietnamiti poiché non era ancora stata annunciata al mondo dai vertici militari statunitensi. La notizia preludeva al ritiro e alla disfatta.
La fine della guerra in Vietnam coincise anche con la fine del matrimonio di Iacobucci, che si recò quindi in Laos e poi in Cambogia, dove il 17 aprile 1975 fu il solo a riprendere con il teleobiettivo la conquista della capitale cambogiana di Phnom Penh da parte dei khmer rossi.

## La morte e il ricordo
Tornato a Roma, vi trovò solitudine e povertà. Il 7 gennaio 1977, all'età di 37 anni, si tolse la vita. Fu trovato impiccato all'interno della cantina della propria abitazione.
L'amministrazione comunale di San Vincenzo Valle Roveto e la comunità di Morrea ricordano ogni anno la figura del fotografo abruzzese.